# Rijn- en Schiekade
De Rijn- en Schiekade is een straat in Leiden langs de westzijde van de Trekvliet. 
De Trekvliet werd in 1638 gegraven ten behoeve van de trekschuitverbindingen met Den Haag en Delft. Vandaar dat de oorspronkelijke naam van de straat 'Haags en Delfts Veer' was. De Trekvliet liep oorspronkelijk tussen de Vliet en de Witte Poort aan de Haagweg en is in 1891 verbreed en doorgetrokken naar de Rijn, het Galgewater.